# Duanduan Hao
Duanduan Hao (chinois : 郝端端 ; pinyin : hǎo duānduān), né en Chine en 1990, est un pianiste classique chinois.

## Biographie
Duanduan Hao naît en Chine, dans la province du Shanxi, en 1990. Il commence à étudier le piano à l'âge de quatre ans et attire déjà l'attention à l'âge de six ans par son talent précoce. En 2001, il intègre le Conservatoire de musique de Shanghai où il suit les cours de Sheng Yiqi jusqu'à ses quatorze ans. En 2005, il se rend à Paris afin de se perfectionner avec Dominique Merlet. Il s'installe à New York où il poursuit sa formation à la Juilliard School avec Jerome Lowenthal.
En parallèle, il prépare deux doctorats en musicologie, l'un à  Sorbonne Université et l'autre à l'Université Columbia.
Duanduan Hao s'engage dans le projet « Hope » en faveur des personnes défavorisées de son pays natal. En avril 2012, la radio China Shanxi Music le qualifie de « Music Love Ambassador », et il fonde une classe de musique dans un quartier pauvre, lui faisant don d’un piano.

## Prix et distinctions
- 2004 : premier prix du 2e Concours National de Piano en Chine[1].
  - premier prix du 9ème Concours International de Piano d'Ettlingen en Allemagne[1].
- 2008 : premier prix du 6e Concours de Piano Teresa Llacuna[1]. 
  - premier prix du 10e Concours International de Piano d’Île de France[1].

## Discographie
Il enregistre à deux reprises sous le label Naxos l'intégrale des sonates de Scarlatti.